# Phlogacanthus rectiflorus
Phlogacanthus rectiflorus är en akantusväxtart som beskrevs av Imlay. Phlogacanthus rectiflorus ingår i släktet Phlogacanthus och familjen akantusväxter. Inga underarter finns listade i Catalogue of Life.